# James Parsons
Pour les articles homonymes, voir Parsons.
Pas d'image ? Cliquez ici

a Compétitions nationales et continentales officielles uniquement.

b Matchs officiels uniquement.
Dernière mise à jour le 13 février 2021.
James Parsons, né le 27 novembre 1986 à Palmerston North (Nouvelle-Zélande), est un joueur de rugby à XV néo-zélandais évoluant au poste de talonneur. Il évolue durant l'intégralité de sa carrière avec les Blues en Super Rugby entre 2012 et 2020, ainsi qu'avec North Harbour en NPC entre 2007 et 2019. Il mesure 1,85 m pour 106 kg.

## Carrière

### En club
James Parsons commence à jouer au rugby à l'âge de cinq ans avec le club de Takapuna. Il évolue ensuite dans toutes les catégories de jeunes, avant de jouer avec l'équipe fanion dans le championnat amateur de la fédération de North Harbour. Il joue également avec l'équipe scolaire du King's College (en).
Il commence sa carrière professionnelle en 2007 avec l'équipe de North Harbour en NPC,.
En 2010, il est mis à l'essai par la franchise australienne de Super Rugby de la Western Force, mais ne se voit pas obtenir un contrat, à cause d'un problème contractuel,.
Il fait finalement ses débuts en Super Rugby en 2012 avec la franchise des Blues. À partir de la saison 2015, il occupe épisodiquement le rôle de capitaine de l'équipe,. Il joue son centième match de Super Rugby en mai 2019, devenant seulement le sixième joueur des Blues à atteindre cette barre symbolique.
En janvier 2021, il annonce être forcé de mettre un terme à sa carrière de joueur, après avoir subi de nombreuses commotions cérébrales. 

### En équipe nationale
En octobre 2014, James Parsons est invité par les Barbarians pour jouer une rencontre face à l'Australie à Twickenham.
Peu après son match avec les Barbarians, il est appelé pour la première fois par Steve Hansen pour évoluer avec les All Blacks afin de remplacer Nathan Harris blessé. Il connait donc sa première cape internationale le 15 novembre 2014 à l'occasion d'un test-match contre l'équipe d'Écosse à Murrayfield.
L'année suivante, il joue avec les Barbarians néo-zélandais face aux Māori All Blacks.
Il est rappelé en sélection nationale en août 2016, toujours en remplacement de Harris blessé, dans le cadre du Rugby Championship. Il obtient sa deuxième sélection lors de la compétition, face à l'Australie le 27 août 2016. Il s'agit de sa dernière apparition avec les All Blacks. 

## Palmarès

### En club et province
- 106 matchs de NPC avec North Harbour.
- 109 matchs de Super Rugby avec les Blues.

### En équipe nationale
- Vainqueur du Rugby Championship en 2016.

## Statistiques en équipe nationale
James Parsons compte deux sélections avec les All Blacks depuis son premier match le 15 novembre 2014 contre l'équipe d'Écosse. 